# Dewan Hernandez
Dewan Antonio Hernandez, urodzony jako Dewan Antonio Huell (ur. 9 grudnia 1996 w Miami) – amerykański koszykarz, występujący na pozycji silnego skrzydłowego.
W 2014 i 2015 zdobył srebrny medal w turnieju Adidas Nations. W 2017 wziął udział w Adidas Nations Counselors. W 2016 wystąpił w meczu gwiazd amerykańskich szkół średnich – McDonald’s All-American.
W 2019 reprezentował Toronto Raptors podczas rozgrywek letniej ligi NBA w Las Vegas.
26 listopada 2020 został zwolniony przez Toronto Raptors.

## Osiągnięcia
Stan na 29 listopada 2020, na podstawie, o ile nie zaznaczono inaczej.
NCAA
- Uczestnik rozgrywek turnieju NCAA (2017, 2018)
- Zaliczony do I składu Diamond Head Classic (2018)